# Coppa Latina 1949
La Coppa Latina 1949 fu la 1ª edizione della Coppa Latina di calcio. Fu disputata a Madrid e Barcellona nell'estate del 1949 e fu vinta dal Barcellona, che si aggiudicò così il suo primo titolo a livello europeo.
Il Torino, colpito un mese prima dalla tragedia di Superga, partecipò con una squadra mista di giovanili e primi acquisti di calciomercato, vedendo irrimediabilmente compromesse le possibilità di successo.

## Partecipanti
| N° | Nazione               | Squadra          | Campionato              |
| -- | --------------------- | ---------------- | ----------------------- |
| 4  | Francia (bandiera)    | Stade Reims      | 1ª Francia 1948-1949    |
| 3  | Italia (bandiera)     | Torino           | 1ª Italia 1948-1949     |
| 2  | Portogallo (bandiera) | Sporting Lisbona | 1ª Portogallo 1948-1949 |
| 1  | Spagna (bandiera)     | Barcellona       | 1ª Spagna 1948-1949     |

## Risultati

### Semifinali
| Arbitro: | Bertolio |

|                                                |           |  |
| Seguer 5’ Nicoláu 25’ César 59’, 67’ Canal 73’ | Marcatori |  |

| Arbitro: | Sdez |

|                        |           |               |
| Peyroteo 15’, 28’, 48’ | Marcatori | 54’ Marchetto |

### Finale 3º posto
| Arbitro: | Azón |

|                                                      |           |                                     |
| Pravisano 3’, 58’ Marchetto 20’ Carapellese 61’, 70’ | Marcatori | 41’ Sinibaldi 60’ Méano 75’ Flamion |

### Finale 1º posto
| Arbitro: | Sdez |

|                       |           |             |
| Seguer 10’ Basora 50’ | Marcatori | 28’ Correia |

## Classifica marcatori
|  | Gol | Marcatore               | Squadra          |
|  | --- | ----------------------- | ---------------- |
|  | 3   | César Rodríguez Álvarez | Barcellona       |
|  | 3   | Fernando Peyroteo       | Sporting Lisbona |